# Cairns
Cairns (pronunciat en anglès /ˈkɛərnz, ˈkærnz/, localment [ˈkeːnz, ˈkænz]) és una ciutat situada al nord-est d'Austràlia, en l'estat de Queensland. Està situada a 1.700 quilòmetres de Brisbane i a uns 2.420 km de Sydney en carretera. Té una població de 122.731 habitants segons el cens del 2006. Cairns és una destinació molt popular per als turistes estrangers pel seu clima tropical i per la seva proximitat a diversos llocs d'interés. La Gran Barrera de Coral és una d'elles i està a menys d'una hora amb vaixell. El Parc Nacional Daintree i el Cap de Tribulación, a 130 km al nord de Cairns, són famoses zones per estar envoltades per selves tropicals. És per això que és un centre turístic important i una ciutat molt visitada per motxilers i turistes en general, que solen començar aquí les seves rutes cap a Cooktown, la península del Cap York i la Meseta Atherton. De fet, la zona rep més de dos milions de turistes nacionals i internacionals a l'any.
La ciutat rep el seu nom de William Wellington Cairns, antic Governador de Queensland i fundador de la ciutat. Es va formar per servir als miners que anaven en direcció a la mina d'or del riu Hodgkinson, però va experimentar una reculada en el seu desenvolupament pel descobriment d'una ruta més fàcil per Port Douglas. Més tard es va convertir en port important per a l'exportació de canya de sucre, or, metalls, minerals i productes agrícoles dels voltants i les zones costaneres de la regió de la Meseta Atherton.
Cairns ha utilitzat el seu entorn natural com un avantatge, amb la construcció de diversos parcs temàtics petits per als turistes. Entre ells es troben el Rainforestation Nature Park, el Parc Cultural Aborigen Tjapukai i el telefèric de Kuranda, que s'estén 7,5 km per sobre dels Tròpics humits de Queensland. Una característica notable de l'esplanada de Cairns és una llacuna nadable amb zones de barbacoa adjacents. Al maig de 2003, el llavors alcalde de Cairns Kevin Byrne va declarar que es permetia prendre el sol en topless en aquesta zona, ja que és un punt de trobada per a gent de tot el món que desitgin fer-ho. Un passeig condicionat permet als vianants i ciclistes moure's des de la platja a la llacuna de manera sostenible.

## Història
La terra en la qual s'erigeix Cairns va pertànyer originalment al poble Yidinji Walubarra, els qui encara avui reconeixen drets de propietat indígena a la zona. El territori en el qual es va aixecar la ciutat és conegut en llengua Yidiny com Gimuy.
En 1770, James Cook va traçar el primer mapa del futur emplaçament de Cairns, cridant-ho Trinity Bay. Recerques posteriors més exhaustives realitzades per les expedicions de diversos oficials 100 anys més tard, van establir el seu potencial per desenvolupar un port.
Cairns va ser fundada en 1876, pressionada per la necessitat d'exportar l'or descobert en els altiplans a l'oest de l'entrada. El lloc era predominantment manglar i sorrenc. Els pantans es van ser netejant pels treballadors i on havia d'anar la sorra s'emplenava amb fang sec, serradures dels aserraderos locals i llastos d'una pedrera en Edge Hill. També van ser emprats desfets recollits de la construcció d'un ferrocarril per Herberton, en l'altiplà de Atherton, un projecte que va començar en 1886. El ferrocarril va obrir la terra que més tard va ser utilitzada per a l'agricultura a les terres baixes (canya de sucre, blat de moro, arròs, bananes, pinyes) i per a la producció de fruites i làctics en l'altiplà. L'èxit de l'agricultura local va ajudar a Cairns a establir-se com a port, i la creació d'una junta portuària en 1906 va ajudar a mantenir el seu futur econòmic.
Durant la Segona Guerra Mundial, Cairns va ser utilitzada per les forces aliades com a base per a les operacions de posada en escena en el Pacífic. Després de la Segona Guerra Mundial, Cairns lentament es va ser reinventat a si mateixa com a centre turístic. L'obertura de l'Aeroport Internacional de Cairns en 1984 i l'edifici del Centre de Convencions de Cairns va establir la reputació a l'estranger de la ciutat com una destinació atractiva per al turisme i els mercats de conferència de negocis.

## Ciutats agermanades
- Lae, Papua Nova Guinea (Província de Morobe) des de 1984.[9]
- Minami, Japó (Prefectura de Tokushima) des de 1969.[10]
- Oyama, Japó (Prefectura de Tochigi) des de 15 de maig de 2006.[11]
- Riga, Letònia des de 1990.[12]
- Scottsdale, Arizona (Estats Units) des de 1987.[13]
- Sydney, Columbia Britànica (Canadà) des de 1984.[14]
- Zhanjiang, República Popular Xina (Guangdong) des de 2004.[15]
- Acapulco, Mèxic (Guerrero) des de 2009.[16]